# Crithagra symonsi
El serín del Drakensberg (Crithagra symonsi) es una especie de ave paseriforme de la familia Fringillidae endémica del África austral. Se encuentra únicamente en los montes Drakensberg y los altiplanos y valles aledaños. Anteriormente se consideraba una subespecie del serín de El Cabo.

## Descripción
El serín del Drakensberg mide entre los 13 y 14 cm de largo. El macho adulto tiene la espalda de tonos pardos claros no veteado más oscuro, alas marrones claras, y el obispillo y la base superior de la cola amarillentos, mientras que sus partes inferiores son amarillas. Su cabeza se entremezclan los tonos amarillentos, oliváceos y grises. Su garganta es de color amarillo intenso, pero el resto de partes inferiores son de un tono más apagado. Su cola tiene plumas exteriores blancas solo visibles en vuelo, y es una característica distintiva entre ambos sexos. Además la hembra no tiene amarillo en las partes inferiores y cabeza que son de tonos anteados y con un fino moteado oscuro, como en el pecho. Los  juveniles se parecen a las hembras pero con un moteado más denso.
No solapan su área de distribución con el serín de El Cabo, que tiene motas blancas en las plumas de vuelo de alas y cola, y tiene las partes superiores de color más uniforme.

## Taxonomía
El serín de Drakensberg anteriormente se clasificaba como la subespecie oriental del serín de El Cabo. Ambos se clasificaron en los géneros Pseudochloroptila y Serinus, hasta que los estudios genéticos determinaron que este último género era polifilético, por lo que se escindió trasladando la mayoría de las especies al género Crithagra.

## Distribución y hábitat
Se encuentra en los montes Drakensberg y altiplanos aledaños, distribuido por el este de Sudáfrica (en la región Transkei de la provincia Oriental del Cabo y el oeste de Natal) y Lesoto. Su hábitat natural son las zonas de matorral de los valles, altiplanos y laderas de las montañas.

## Comportamiento

### Alimentación
El serín del Drakensberg suele observarse en parejas y pequeños grupos, que se desplazan discretamente entre los matorrales buscando su alimento, que se compone de semillas (incluidas las de las proteas), insectos y otros pequeños animales.

### Reproducción
Construye un nido en forma de cuenco que sitúa entre las grietas y huecos de las rocas, en las cornisas o escondido entre la vegetación, especialmente entre los helechos. Raramente usan los huecos naturales de los árboles.
La hembra se encarga de construir el nido con materias vegetales finas, y forra su interior con plumón o pelo. La puesta suele constar de tres o cuatro huevos, ocasionalmente cinco, que incuba solo la hembra. Ella es alimentada por el macho mientras permanece en el nido con alimento regurgitado.